# Koh-i-noor

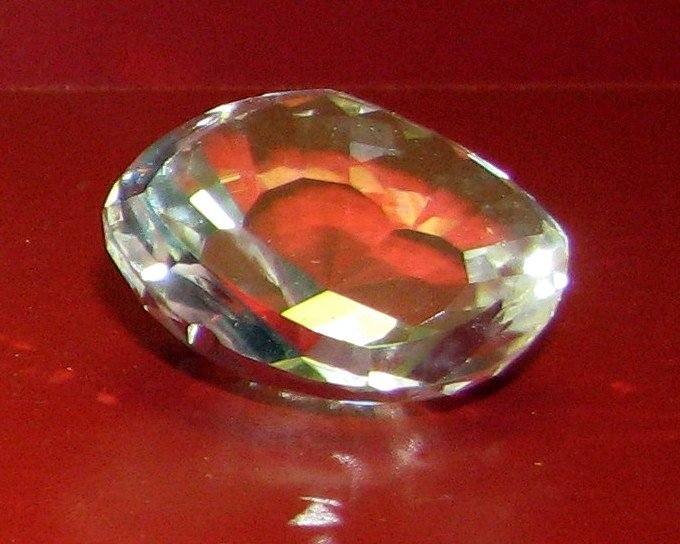
Glasreplika av Koh-i-noor sedd med undersidan uppåt

Koh-i-noor, som betyder ljusberget på persiska, är en diamant som i dag är infattad i en av brittiska kungahusets kronor och har sitt ursprung i Indien.
Indiska legender berättar att diamanten hittades i Golkondagruvorna nära Krishnafloden och burits för 5000 år sedan av Karna, en av hjältarna som hyllas i Mahabharata. Efter att ha gått genom många händer hamnade den 1526 hos Babur, grundaren av Mogulriket. En oskicklig diamantslipare klöv diamanten och minskade vikten från ursprungliga 793 carat till 280 carat. Då den persiske kungen Nader Shah invaderade Indien 1739 tog han diamanten som krigsbyte och förde den med sig till Iran. Han gav den namnet Koh-i-noor som betyder "berg av ljus". Ett av Naders barnbarn gav diamanten i present till en afghansk furste som tack för dennes militära stöd. År 1813 var den i maharajan Ranjit Singhs ägo i Lahore.
Efter britternas erövring av Punjab 1849 fick drottning Victoria den i gåva 1850. Den visades på Londonutställningen 1851 och vägde då 186 carat men har senare delats och slipats om till briljant och är nu 106 carat.
Stenen monterades in i kronan för drottning Elizabeth, Georg VI:s gemål, till hennes kröning 1937.